# Cluster & Eno
Cluster & Eno es el primero de dos álbumes colaborativos entre el dúo alemán Cluster y el músico inglés Brian Eno. Fue lanzado en agosto de 1977 a través de Sky Records. La música en Cluster & Eno es una colección de melodías apacibles, una mezcla de las sensibilidades ambientales de Eno y el espíritu vanguardista de Cluster.
En junio de 1977, al dúo de Hans-Joachim Roedelius y Dieter Moebius se unió Brian Eno en sesiones de grabación en el estudio de Conny Plank, Conny's Studio. El primer lanzamiento de dichas sesiones fue este álbum, Cluster & Eno, que sería seguido por After the Heat en 1978. La asociación con Eno le significó a Cluster una audiencia mucho más amplia que sus álbumes anteriores y atención internacional.
Bryan Reesman, en su reseña para Amazon.com, plantea que "engranando la atracción de Cluster por los loops y la repetición, y la afición de Eno por procesar sonidos, el trío prueba que el ambient no consiste meramente en interminables drones e insípidos tapices de teclado. Ciertamente muchas de estas nueve canciones juegan con sonidos prolongados y atmósferas, pero su corta duración las hace más digeribles, tal como su variedad de estados anímicos y texturas. Algunos puntos altos son la atmósfera angelical de "Für Luise", el interludio de piano con inspiración clásica "Mit Samaen", y "One", de influencia india, una viajada progenitora del etnoambient, a punta de drones de sitâr, ruidos de guitarra y percusiones exóticas"..

## Lista de canciones
Todas las canciones compuestas por Brian Eno, Dieter Moebius y Hans-Joachim Roedelius.
| N.º | Título         | Duración |  |
| 1.  | «Ho Renomo»    | 5:10     |  |
| 2.  | «Schöne Hände» | 3:00     |  |
| 3.  | «Steinsame»    | 4:20     |  |
| 4.  | «Wehrmut»      | 5:00     |  |
| 5.  | «Mit Simaen»   | 1:30     |  |
| 6.  | «Selange»      | 3:30     |  |
| 7.  | «Die Bunge»    | 3:50     |  |
| 8.  | «One»          | 6:00     |  |
| 9.  | «Für Luise»    | 3:50     |  |

## Créditos
| Banda Cluster & Eno Hans-Joachim Roedelius Dieter Moebius Brian Eno Invitados Holger Czukay – bajo en "Ho Renomo" Asmus Tietchens – sintetizador en "One" Okko Bekker – guitarra en "One" | - Ingeniería por Conny Plank. - Asistencia de ingeniería por Jürgen Krämer. - Portada por Cluster. |